# 特務到底行不行
《特務到底行不行》（英語：Get Smart's Bruce and Lloyd: Out of Control）是一部2008年美國間諜喜劇片，由吉爾·楊格執導，岡政偉與奈特·托倫斯主演。本片為2008年電影《特務行不行》的衍生作品，2008年7月1日在美國以DVD首映的方式發行。電影的DVD銷售量已經超過10萬份，獲利達220萬美元。

## 劇情
故事發生於《特務行不行》的事件中。敘述「天控局」的兩名天才實驗研究員布魯斯與洛伊德所合力研發的隱形光學布是兩人的得意之作，但一疏忽卻讓隱形光學布遭人偷竊；布魯斯與洛伊德在追查光學布的過程中，意外地捲入了恐怖的危機事件，使得兩人必須運用智慧化解難關......。

## 演員
- 岡政偉飾演布魯斯
- 奈特·托倫斯飾演洛伊德
- 潔瑪·梅絲飾演妮娜
- 瑪麗卡·多明尼克賽克（英语：Marika Domińczyk）飾演伊莎貝爾
- 泰瑞·克魯斯飾演特務91
- 賴瑞·米勒飾演局長／局長的哥哥
- 派屈克·華博頓飾演哈米
- 凱莉·卡巴茲（英语：Kelly Karbacz）飾演接待員茱蒂
- 安·海瑟薇飾演特務99（未掛名客串）

## 外部連結
- 互联网电影数据库（IMDb）上《特務到底行不行》的资料（英文）
- AllMovie上《特務到底行不行》的资料（英文）